# Crivățu, Dâmbovița
Crivățu (în trecut denumit Ochiul Boului) este un sat în comuna Cornești din județul Dâmbovița, Muntenia, România.

## Descriere

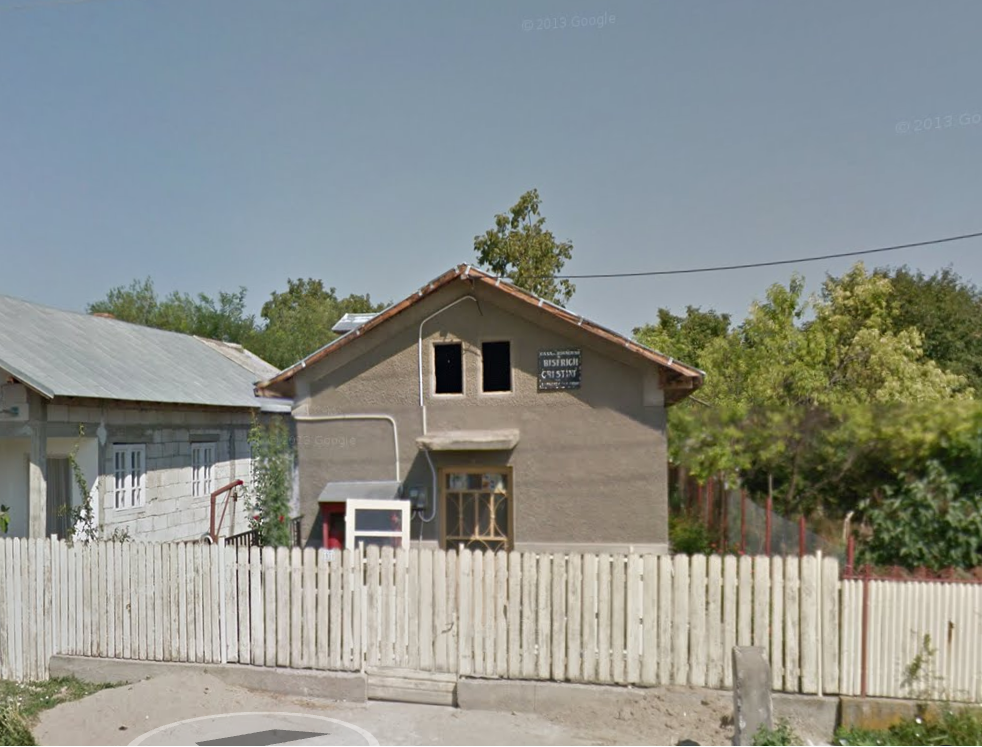
Biserica Evanghelică

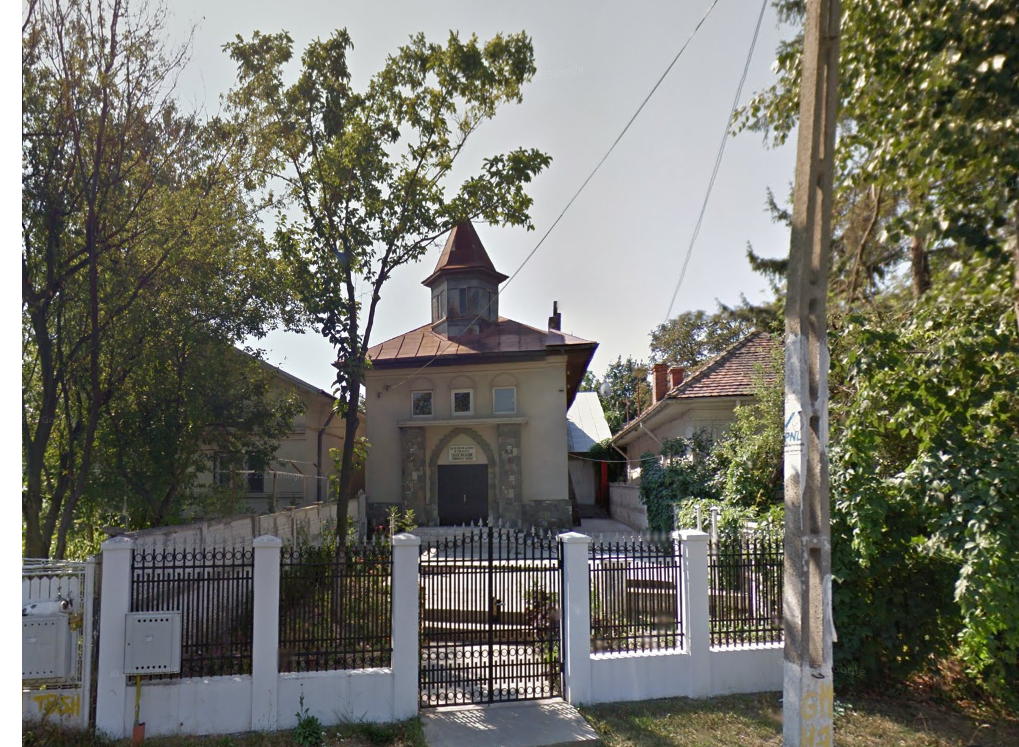
Biserica Adventistă de Ziua a Șaptea

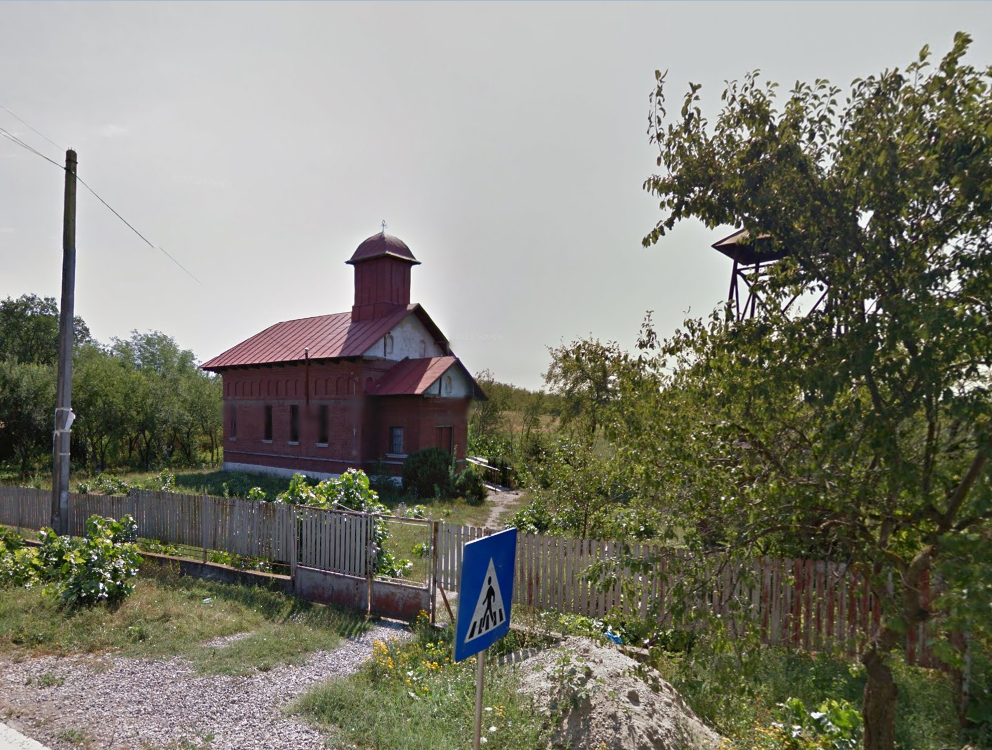
Biserica Ortodoxă

Crivățu nu are o populație numeroasă. În sat există trei biserici,un monument al eroilor,un cămin cultural și o școală generală cu clasele I-IV (care în acest moment nu mai este funcțională), unde era învățător Ilinca Tincă.

## Geografie
Localitatea este situată în extremitatea sud-estică a județului Dâmbovița,la limita cu județul Prahova.
Zona de relief din care face parte satul Crivățu este campia.acesta facând parte din Campia Titu.
Are în zonă râul Cricovul Dulce(est si nord-est), lacul pentru pescuit Ochiul Boului (vest),pârâul Crivăț(vest și sud-vest) și râul Ialomița(sud).
Satul Crivățu se învecinează la vest cu satul Hodărăști,la sud-vest cu satul Cătunu,la
nord cu satul Ungureni,la nord-est cu satul Hăbud,la est cu satul Poienarii Burchii,iar la sud cu satul Tătărăi.
Satul este traversat de DJ 101G facând legătura cu satele Cătunu,Hăbud și Poenarii Burchii,legătura cu Ungureni se facându-se pe DC 34B.

## Demografie
Populația localității este de 348 locuitori (conform recensământului din 2011).
Satul cuprinde trei religii: ortodoxă (cea predominantă), adventistă și evanghelică, fiecare dintre acestea având câte un lăcaș de cult existent în localitate.
Populația este oarecum variabilă. Multe persoane tinere au plecat spre oraș, însă mulți au plecat și în străinătate. Totuși, sunt destule persoane care la pensie se retrag la țară. De asemenea, în sat sunt și case de vacanță, zona fiind una liniștită și cu infracționalitate foarte scăzută.

## Originea numelui localității
Numele satului provine de la pârâul care traverseaza in vest localitatea.
Pârâul are lungimea de 29 km(lungimea cursului de apă conform cadastrului) și 102 km2(suprafața estimată a cursului de apă) și se varsă in râul Ialomița.

## Economie
Ocupatiile locuitorilor din satul Crivățu sunt preponderent agricultura, creșterea animalelor,cultura cerealelor si pescuitul, exploatare forestieră, precum și meșteșuguri sau prestări servicii (instalatori, electricieni, zidari, zugravi) precum și comerțul, aici existând câteva mici magazine de aprovizionare rapidă .
De asemenea, există multe persoane care locuiesc în sat și unii fac naveta spre orașele mai mari din jur cum ar fi Ploiești sau Târgoviște, sau chiar București (circa 45 km) pentru locuri de muncă mai bine plătite. Drumul a fost asfaltat în perioada anilor 2005-2008. În prezent multe case sunt în curs de reconstrucție. De asemenea mulți locuitori au fost plecați în străinătate și sunt și în prezent. Satul, de asemenea, are multe case care sunt folosite pe post de case de vacanță, dar sunt și multe persoane, care după pensionare au decis să se retragă la țară. În jurul satului există câteva balastiere care oferă și ele locuri de muncă (șoferi, operatori de utilaj, dar și necalificați, paznici, etc), a existat și o sondă de exploatare petrolieră în perioada anilor 1996-2001.

## Transport
În sat au existat niște autobuze locale ale primăriei dar și particulare asigurând curse pentru transportul de la extremitatea de la râul Cricov a satului până în drumul național DN1A și DN1.  În prezent, nu există decât o cursă de autobuz/microbuz pentru transportul copiilor la școlile din apropiere, întrucât școala din sat nu este funcțională. În rest, transportul este asigurat individual de către localnici cu autoturisme personale.

## Infrastructura
In sat, drumul a fost reasfaltat între anii 2005-2008, și face legătura DN1A cu DN1 și localitățile adiacente. Începând cu anul 1999, în sat au fost pusă instalație de gaze, instalație de apă curentă, doar rece, apa caldă fiind încălzită individual. Încălzirea se face individual cu sobe cu lemne sau gaz, sau cu centrale termice cu gaz sau lemne. Nu există însă canalizare, multe case având fose septice. 
Până în anul 1995 nu a existat iluminat public, însă localnicii au montat din loc în loc câte un corp de iluminat stradal. Iluminatul se cuplează și decupează local la fiecare corp de iluminat .În Prezent, iluminatul modern centralizat cu corpuri LED este prezent in tot satul. 
În sat, nu a existat până în anul 2006 niciun mijloc de telecomunicații (telefon, internet, televiziune prin cablu) individual, ci doar un post telefonic vechi care făcea legătura la Ploiești. A existat în trecut (până prin anii 80) sistem de radioficare, dar a avut puțini abonați, mulți localnici având măcar un aparat de radio în gospodărie. În prezent în sat există rețea de internet, telefonie fixă și televiziune prin cablu, precum și telefonie mobilă. 
În sat nu mai există magazin central. Magazine locale sunt destul de puține, astfel că pentru aprovizionare este necesar un drum de cel puțin 10 km până la cel mai apropiat magazin. Școala locală nu mai este funcțională din anii "90, copii fiind nevoiți să folosească școlile funcționale din localitățile învecinate sau orașele din jur (Ploiești sau Târgoviște) .
Multe fântâni din sat au fost desființate, deoarece au secat, s-a montat sistem de apă curentă, însă prezentau și pericol de înec pentru copii sau persoane cu debil mintal (au existat cazuri de copii și persoane debile mintal care au căzut în fântâni pierzându-și viețile).

## Turism
Atracția satului o reprezinta Lacul Ochiul Boului care face parte din complexul piscicol Cornești,având o suprafață de 30 de ha din care luciu de apa 25 ha,iar 5 ha stuf.
Adâncimea medie este de 2 m,adâncimea maxima fiind de 4 m în partea de sud a iazului.Speciile de pești care se pot găsi în lac sunt: crap, caras, somn, șalău, știucă, novac.
Lacul se afla pe direcția de mers Ploiești spre București (DN 1A). Se trece de Cornești și Cătunu, apoi se face spre Poenarii Burchii (DJ 101G) și se mai merge aproximativ 2,5 km.Drumul de acces este destul de bun,fiind proaspăt asfaltat pe partea stânga a lacului.